# Andrea Klump
Andrea Martina Klump (Wiesbaden, Alemania, 13 de mayo de 1957) fue miembro del grupo terrorista Fracción del Ejército Rojo, responsable de varios ataques terroristas y actualmente en prisión. 

## Juventud
Klump estudió Sociología y Ciencias Políticas, entre 1976 a 1981, en la Universidad de Fráncfort del Meno, no logró completar sus estudios. En julio de 1984, se pasó a la clandestinidad.

## En la vía del terrorismo
Según testimonios de miembros de la RAF, en 1986, vivió en el Líbano por un año, posteriormente se pasa en 1987 junto a Christoph Seidler, Horst Ludwig Meyer, Barbara Meyer y Thomas Simon hacia Siria, radicándose en la capital, Damasco. Posteriormente Barbara Meyer regresará a Alemania a enfrentar voluntariamente sus cargos por terrorismo y Horst Ludwig Meyer iniciará una relación con Andrea Klump.
En junio de 1988, junto a Horst Ludwig Meyer realizan un atentado fallido a una discoteca en el Hotel Rota, en la ciudad de Cádiz, España. Esta discoteca era frecuentada por soldados norteamericanos. Los terroristas habían colocado una bomba de 13,5 kilos de explosivos y 5 kilos de metralla.
El 23 de diciembre de 1991, Klump junto a Meyer intentaron matar a 33 personas en Hungría, incluyendo a 29 judíos soviéticos, en apoyo a la causa palestina. Klump personalmente colocó una bomba de 25 kilos de explosivos, en un autocar, en el Aeropuerto de Budapest, con el objeto de hacerlo estallar al pasar un Autocar con los judíos procedentes la Unión Soviética. Este atentado sería reivindicado por el falso nombre de "Movimiento por la Liberación de Palestina". Sin embargo, el mecanismo de detonación explotó antes y el artefacto solo pudo herir a dos policías y cuatro pasajeros que circulaban por el aeropuerto.
En 1993, se mantiene con Horst Ludwig Meyer, temporalmente en Alemania. Desde 1995, vivieron en Viena, Austria. En el otoño de 1999. Klump y Meyer empezaron a hacer un levantamiento de Inteligencia en una zona de la ciudad donde había varios bancos con miras a realizar un robo. Fueron reportados a la Policía quienes los abordaron en un Puesto de Control el 15 de septiembre de 1999, en este control, Meyer desenfundó un arma y atacó a los policías e intento escapar, resultando muerto en el enfrentamiento. Klump soltó su arma y se entregó, quedó detenida y finalmente fue repatriada hacia Alemania, el 23 de diciembre de 1999.

## A prisión y prosecución legal
Andrea Klump fue acusada por la explosión mortal que mató a Alfred Herrhausen, en 1989. Sin embargo, los cargos contra ella y su presunto cómplice, Christoph Seidler fueron desechados por falta de evidencias. 
En 2001, fue imputada por el atentado fallido en 1988 en el Hotel Rota. de España y fue condenada a nueve años de prisión.
El 28 de septiembre de 2004, Andrea Klump, después de haber hecho una confesión parcial, ante el Tribunal de Stuttgart, fue condenado por complicidad en el intento de asesinato y atentado contra los emigrantes judíos de la Unión Soviética en Budapest, el 23 de diciembre de 1991 donde resultaron heridos cuatro pasajeros y dos policías húngaros, siendo condenada a 12 años de prisión. En este caso, los investigadores detectaron el ADN, en un apartamento de Budapest, donde había estado junto a Meyer antes del ataque.
Actualmente está en prisión.